# University of Newcastle
Die University of Newcastle ist eine Universität in Newcastle im australischen Bundesstaat New South Wales.
Ihre Eigenständigkeit erhielt die University of Newcastle im Jahre 1965, zuvor war sie seit 1951 als Newcastle University College eine unselbständige Außenstelle der University of New South Wales. Neben dem Hauptstandort auf dem Callaghan Campus in Newcastle gibt es in Newcastle einen Campus in der Innenstadt, sowie die weiteren Standorte Ourimbah, Port Macquarie, Singapur und Sydney.

## Leitung und Fakultäten
Die Universität wurde ab 2011 von der Wissenschaftlerin Caroline McMillen als Präsidentin geleitet. Als Kanzler der Universität fungiert seit 2013 der Geschäftsmann Paul Jeans, der in dieser Rolle eine representative und beratende Funktion hat.
Die Universität ist organisatorisch in Fakultäten und Schulen untergliedert:
- Faculty of Business and Law
  - Newcastle Business School
  - Newcastle Law School
- Faculty of Education and Arts
  - School of Creative Arts
  - School of Education
  - School of Humanities and Social Science
- Faculty of Engineering and Built Environment
  - School of Architecture and the Built Environment
  - School of Engineering
  - School of Electrical Engineering and Computer Science
- Faculty of Health and Medicine
  - School of Biomedical Sciences and Pharmacy
  - School of Health Sciences
  - School of Medicine and Public Health
  - School of Nursing and Midwifery
  - University of Newcastle Department of Rural Health
- Faculty of Science and Information Technology
  - School of Design, Communication and IT
  - School of Environmental and Life Sciences
  - School of Mathematical and Physical Sciences
  - School of Psychology

## Zahlen zu den Studierenden
2020 waren 36.929 Studierende eingeschrieben (2016: 34.633, 2017: 34.342, 2018: 34.862, 2019: 35.528). 25.076 davon (67,9 %) hatten noch keinen ersten Abschluss, 24.979 davon waren Bachelorstudenten. 7.850 (21,3 %) hatten bereits einen ersten Abschluss und 1.777 davon arbeiteten in der Forschung. 2014 waren es 26.097 Studierende gewesen (Vollzeitäquivalente).

## Entwicklung der Universität
Die Planungen für eine selbständige Universität in Newcastle begannen im Jahr 1962, der Schritt zur Autonomie wurde im Jahr 1965 vollzogen und im Folgejahr wurden die ersten 138 Studenten graduiert. In den Anfangsjahren bestand die Organisation aus Fakultäten für Geisteswissenschaften, Naturwissenschaften, Wirtschaft, Ingenieurwissenschaften, angewandte Naturwissenschaften und Architektur.
Im Jahr 1975 wurde die Fakultät für Medizin gegründet, die Ausbildung in Newcastle beeinflusste dabei die Medizinerausbildung in ganz Australien durch ihre neuen Ansätze in der Lehre. Problembasiertes Lernen wurde eingeführt und die Studenten wurden früher in die Behandlung von Patienten mit einbezogen.

## Absolventen
- Alyssa Brugman (* 1974), Schriftstellerin
- Stefan Schulte (* 1980), Informatiker